# Shorea superba
Shorea superba är en tvåhjärtbladig växtart som beskrevs av Symington. Shorea superba ingår i släktet Shorea och familjen Dipterocarpaceae. Inga underarter finns listade i Catalogue of Life.